# ボーパープル
ボーパープル（Beau Purple、1957年 - ? ）はアメリカ合衆国のサラブレッドの競走馬、および種牡馬。1960年代のアメリカ競馬で活躍し、当時の最強馬ケルソを3度にわたり破るなどの快挙を挙げた。

## 経歴
ジャック・ドレフュスがフロリダ州オカラに開設したホーボーファーム (Hobeau Farm) において、その開設初年度の産駒として生まれた牡馬であった。
ボーパープルは単騎の逃げを得意とし、気持ちよく逃げられれば楽勝し、一方並びかけられると惨敗するという、極端な走りが特徴であった。若駒時代はケンタッキーダービートライアルで勝つなどクラシック路線での活躍も期待されたが、故障により長期休養を余儀なくされる。その後4歳になってようやく復帰を果たし、5歳になって本格化を迎えた。
5歳になった1962年の6月4日、ボーパープルが登録していたサバーバンハンデキャップには、前年の二冠馬キャリーバックと、当時の古馬路線における最強馬ケルソが登録しており、それらがほぼ人気を独占した。しかし4頭立てと少頭数で行われたこの競走で、ボーパープルは軽ハンデを味方につけて颯爽と逃げ切り、2着のケルソに2馬身半差、さらに2分00秒60のトラックレコードで勝つ大金星を挙げた。
以降、ボーパープルはケルソらに明らかに実力で劣るながらも、ハンデキャップの有利を活かして古馬路線の最前線に立ち続けた。しかしその脚質・戦法ゆえに負けるときはあっさり負けてしまい、事実翌戦のモンマスハンデキャップではヒッティングアウェイという馬に競りかけられ、117ポンド（約53.1キログラム）と軽めのハンデキャップだったにもかかわらずケルソ（130ポンド）・キャリーバック（124ポンド）の2頭に先着される3着に敗れた。
それから1週間後のブルックリンハンデキャップではふたたびキャリーバックとの対戦になった。ここでは前走から一転、ヒッティングアウェイらを含むほかの逃げ馬からも逃げ切り、ふたたびキャリーバックを破って優勝、さらにアケダクト競馬場10ハロン（約2012メートル）のトラックレコードも更新した。しかしそれから3週間後のナイターで行われた一般戦ハンデキャップ競走では127ポンド（約57.6キログラム）とそれなりに重い斤量を積まれ、キャリーバック（133ポンド）の圧勝を尻目に4着最下位と惨敗した。
翌戦のウッドワードステークスではひさびさにケルソと対戦、また同年のベルモントステークス勝ち馬ジャイプールも出走していた。このウッドワードステークスは馬齢定量戦であり、ハンデキャップの恩恵を受けられなかったボーパープルは勝ったケルソから19馬身離された着外へと沈んだ。
このあとにボーパープルはホーソーンゴールドカップに出走、これに勝って同年の最終目標を、当時アメリカ最大の競走であったワシントンDCインターナショナルに設定した。その前哨戦であるマンノウォーステークスにもビル・ボランド騎乗のもとで出走したが、芝競走はこれまで未経験、12ハロン（約2414メートル）という距離も未経験とボーパープルにとって不安要素ばかりの競走であった。さらに同競走はこの年よりハンデキャップのない馬齢戦になっており、そのうえ出走馬はケルソとキャリーバック、ほかにも古豪ティーヴィーラーク、イギリスからの移籍馬ジアックスなども出走しており、ボーパープルは勝ち目がないと見られて単勝オッズ21.65倍の大穴扱いを受けた。しかしボーパープルはスタートから得意の単騎逃げを打つと、そのまま終始誰にも捕らわれず、ケルソを2馬身抑えて優勝、さらに2分28秒60のトラックレコードまで叩きだす大波乱を巻き起こした。
この勢いのまま、ボーパープルはワシントンDCインターナショナルに出走したが、道中でケルソとキャリーバックに並びかけられてしまい、ずるずると後退、11着と惨敗を喫した。
翌年1963年、ボーパープルは2月のワイドナーハンデキャップから始動し、ケルソと最後の対戦をした。ケルソより8ポンド軽い125ポンド（約56.7キログラム）を積まれたボーパープルはスタートで躓く不利をうけるが、果敢に先手を取り戻し、追いかけていたケルソから2馬身4分の1差で逃げ切って優勝、ケルソを相手に3度の勝利を手にした。その後同年のサバーバンハンデキャップでもケルソと対戦する予定であったが、調教での具合が思わしくないことを理由に直前に回避している。
結局同年で引退、故郷のホーボーファームで種牡馬となったが、種牡馬としてはこれといった大きな成績を挙げることはなかった。
ホーボーファームの競走馬は、ボーパープル以外にも番狂わせを演じた馬が多いことで知られる。著名な例としては、セクレタリアトをホイットニーハンデキャップで破ったオニオン (Onion) 、ウッドワードステークスで破ったプルーヴアウト (Prove Out) もまたホーボーファームの競走馬であった。

## おもな勝鞍
※当時はグレード制未導入
- 1960年（3歳）
  - ケンタッキーダービートライアル
- 1961年（4歳）
- 1962年（5歳）
  - アップルトンハンデキャップ、サバーバンハンデキャップ、ブルックリンハンデキャップ、ホーソーンゴールドカップ、マンノウォーステークス
- 1963年（6歳）
  - ワイドナーハンデキャップ

## 血統表
| ボーパープルの血統（サンドリッジ系（エクリプス系） / Sir Gallahad・Bull Dog 4x4=12.50%、 Teddy 5x5x5=9.38%、 Fair Play 母内5x5=6.25%） | ボーパープルの血統（サンドリッジ系（エクリプス系） / Sir Gallahad・Bull Dog 4x4=12.50%、 Teddy 5x5x5=9.38%、 Fair Play 母内5x5=6.25%） | ボーパープルの血統（サンドリッジ系（エクリプス系） / Sir Gallahad・Bull Dog 4x4=12.50%、 Teddy 5x5x5=9.38%、 Fair Play 母内5x5=6.25%） | （血統表の出典）   | （血統表の出典） |
| 父 Beau Gar 1950 鹿毛 アメリカ | 父の父Count Fleet 1940 鹿毛 アメリカ                                                                                                   | Reigh Count | Sunreigh           | Sunreigh         |
| 父 Beau Gar 1950 鹿毛 アメリカ | 父の父Count Fleet 1940 鹿毛 アメリカ                                                                                                   | Reigh Count | Contessina         |                  |
| 父 Beau Gar 1950 鹿毛 アメリカ | 父の父Count Fleet 1940 鹿毛 アメリカ                                                                                                   | Quickly | Haste              | Haste            |
| 父 Beau Gar 1950 鹿毛 アメリカ | 父の父Count Fleet 1940 鹿毛 アメリカ                                                                                                   | Quickly | Stephanie          |                  |
| 父 Beau Gar 1950 鹿毛 アメリカ | 父の母Bellesoeur 1945 鹿毛 アメリカ | Beau Pere | Son-in-Law         | Son-in-Law       |
| 父 Beau Gar 1950 鹿毛 アメリカ | 父の母Bellesoeur 1945 鹿毛 アメリカ | Beau Pere | Cinna              |                  |
| 父 Beau Gar 1950 鹿毛 アメリカ | 父の母Bellesoeur 1945 鹿毛 アメリカ | Donatrice | Donatello          | Donatello        |
| 父 Beau Gar 1950 鹿毛 アメリカ | 父の母Bellesoeur 1945 鹿毛 アメリカ | Donatrice | Tivoli             |                  |
| 母 Water Queen 1947 鹿毛 アメリカ | 母の父Johnstown 1936 鹿毛 アメリカ | Jamestown | St. James          | St. James        |
| 母 Water Queen 1947 鹿毛 アメリカ | 母の父Johnstown 1936 鹿毛 アメリカ | Jamestown | Mlle. Dazie        |                  |
| 母 Water Queen 1947 鹿毛 アメリカ | 母の父Johnstown 1936 鹿毛 アメリカ | La France | Sir Gallahad       | Sir Gallahad     |
| 母 Water Queen 1947 鹿毛 アメリカ | 母の父Johnstown 1936 鹿毛 アメリカ | La France | Flambette          |                  |
| 母 Water Queen 1947 鹿毛 アメリカ | 母の母Admiral's Lady 1942 青鹿毛 アメリカ                                                                                              | War Admiral | Man o' War         | Man o' War       |
| 母 Water Queen 1947 鹿毛 アメリカ | 母の母Admiral's Lady 1942 青鹿毛 アメリカ                                                                                              | War Admiral | Brushup            |                  |
| 母 Water Queen 1947 鹿毛 アメリカ | 母の母Admiral's Lady 1942 青鹿毛 アメリカ                                                                                              | Boola Brook | Bull Dog           | Bull Dog         |
| 母 Water Queen 1947 鹿毛 アメリカ | 母の母Admiral's Lady 1942 青鹿毛 アメリカ                                                                                              | Boola Brook | Brookdale F-No.8-c |                  |

父ボーガーはカウントフリート産駒。ボーパープル同様にドレフュス所有のもとで競走生活を送ったが、怪我などもあり生涯で4勝を挙げただけの成績に過ぎない馬であった。しかしドレフュスは種牡馬としての可能性を信じて自身の牧場で種牡馬入りさせ、ほかの牧場より牝馬を借り受けて産駒を出させた。
ボーパープル以外にもブルックリンハンデキャップなどに勝ったハンサムボーイ（Handsome Boy 1963年生、牡馬）、デラウェアハンデキャップを連覇したブレッシングアンジェリカ（Blessing Angelica 1968年生、牝馬）などを出している。